# Turó de Martinell
El Turó de Martinell és una muntanya de 611 metres que es troba al municipi de Gualba, a la comarca del Vallès Oriental.